# Kirche Burgscheidungen

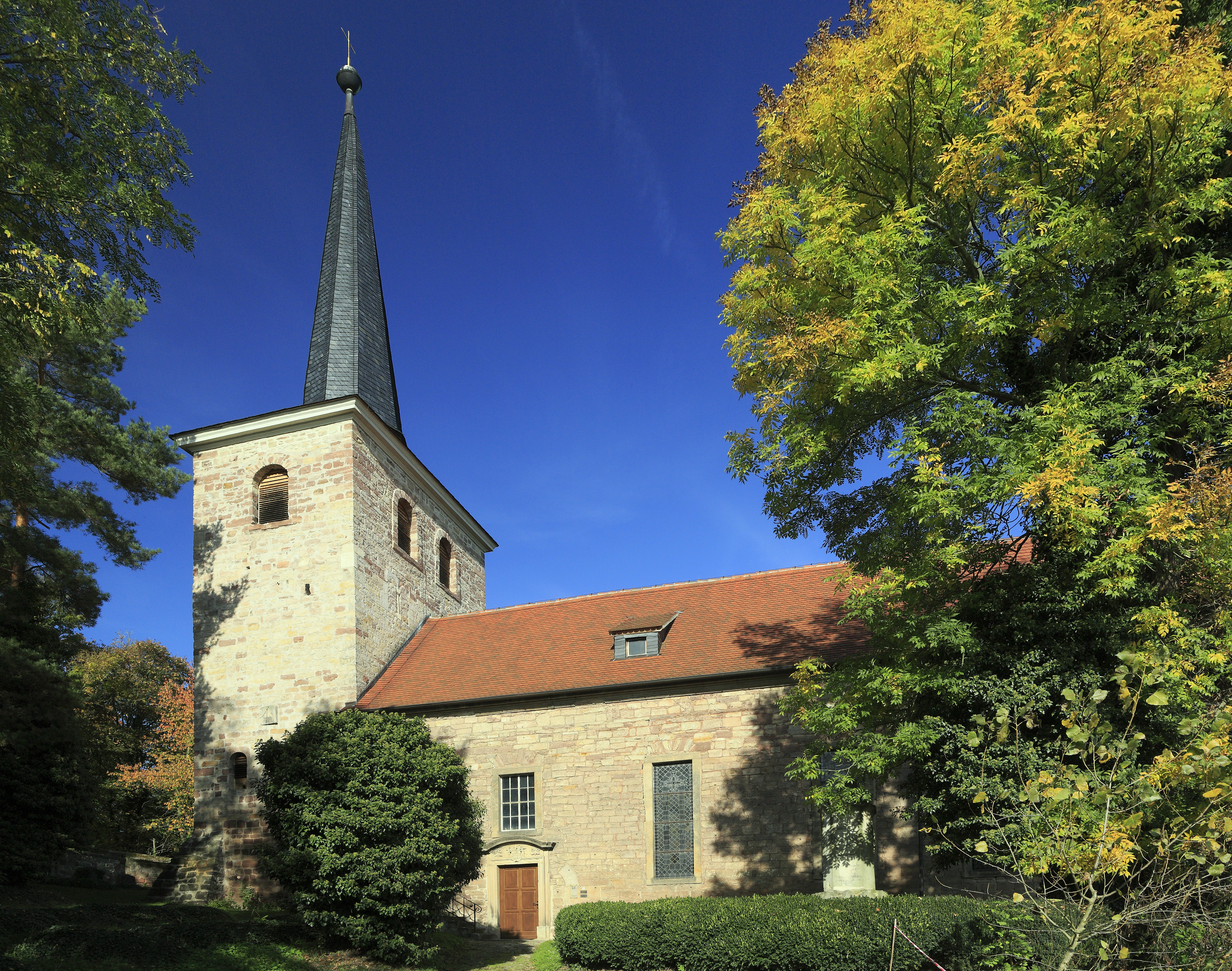
Kirche Burgscheidungen

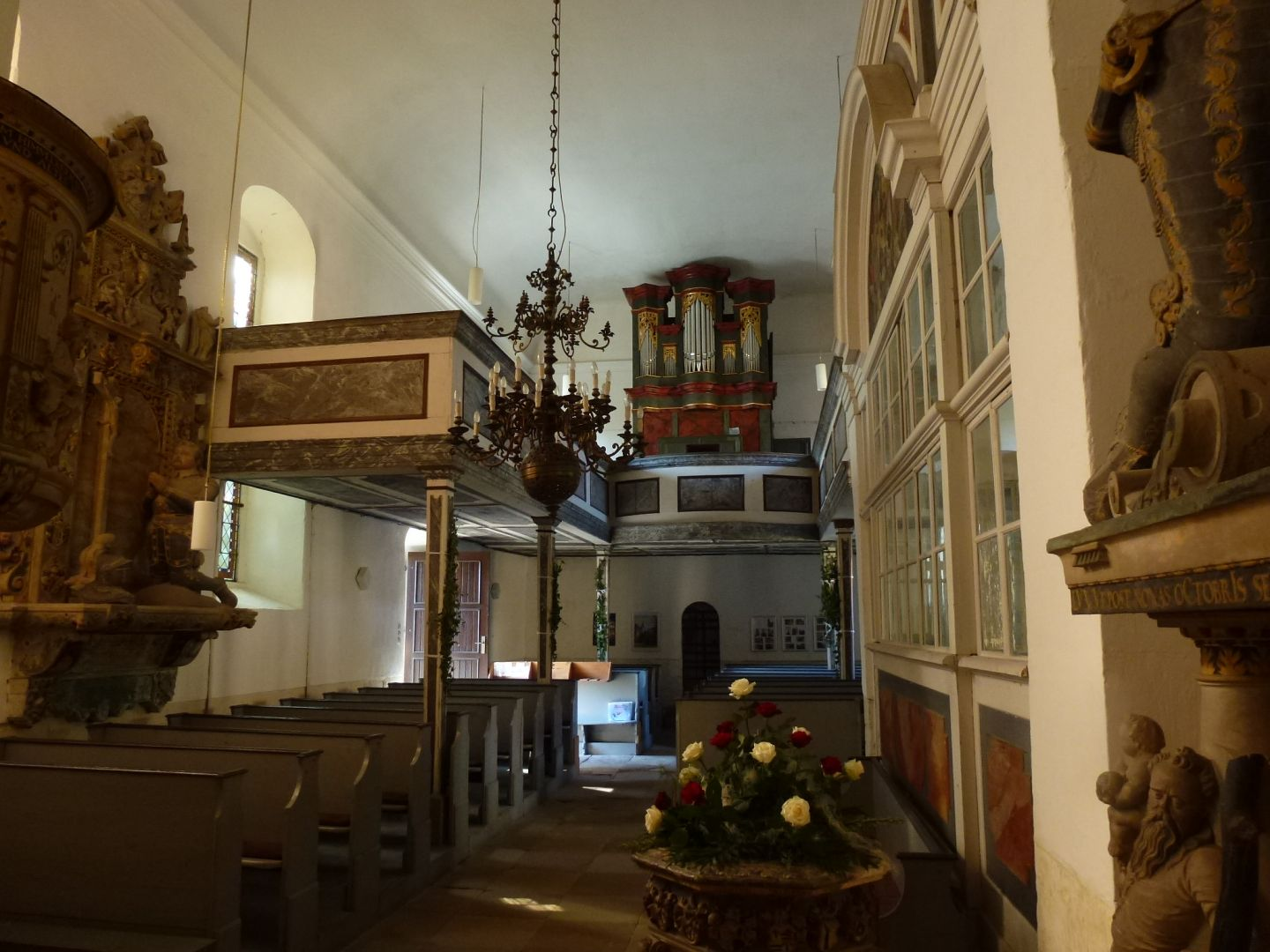
Innenansicht

Die evangelische Dorfkirche Burgscheidungen ist eine stattliche Saalkirche im Ortsteil Burgscheidungen von Laucha an der Unstrut im Burgenlandkreis in Sachsen-Anhalt. Sie gehört zur Kirchengemeinde Burgscheidungen im Pfarrbereich Laucha der Region Saale-Unstrut der Evangelischen Kirche in Mitteldeutschland (EKMD).

## Geschichte und Architektur
Die stattliche Kirche (einst Kapelle von Schloss Burgscheidungen) besteht aus Westquerturm, Schiff und eingezogenem Chor mit Dreiachtelschluss. Vom romanischen Bauwerk sind der Turm und Teile des Schiffes erhalten, der Altarraum stammt aus dem Jahr 1524, das Schiff wurde dabei überformt und in den Jahren 1723–28 erneut umgebaut. Im Turm sind rundbogige gekuppelte Schallöffnungen mit Säulchen eingebracht, das Turmobergeschoss und der schlanke Spitzhelm stammen vermutlich aus der Zeit des Schiffsumbaus; aus dieser Zeit datiert auch das barocke Portal mit Wappenfeld und Schweifgiebel an der Südseite. 
Im Innern ist im Schiff und im Chor eine hölzerne Muldendecke über einem Gesims und hölzerne Emporen eingezogen; deren Entwurf wird David Schatz zugeschrieben.
Mehrfach wurde die Restaurierung der Kirche durch die Deutsche Stiftung Denkmalschutz gefördert.

## Ausstattung
Das Hauptstück der Ausstattung ist ein Altaraufsatz aus der ersten Hälfte des 18. Jahrhunderts; er zeigt ein Gethsemanebild zwischen übereck gestellten ionischen Säulen; im Aufsatz ist ein Gemälde mit der Kreuzabnahme, als Bekrönung der auferstandene Christus dargestellt. Der Taufstein ist ein Werk vom Anfang des 17. Jahrhunderts mit Darstellung der Evangelisten und des Salvator mundi, am unteren Teil der Kuppa Engelsköpfe, darüber einen Wappenfries. Die steinerne Kanzel aus der Zeit um 1600 hat einen runden Korb, den eine Mosesfigur trägt, an der Wandung sind zwischen kannelierten Pilastern die Reliefs der Evangelisten dargestellt. Die Orgel hat einen kleinen barocken Prospekt, das heutige Werk stammt von der Firma Heerwagen aus dem Jahr 1860.
Vier große steinerne, altgefasste Epitaphe der Familie Wiehe sind erhalten; obwohl in Qualität und Durchbildung unterschiedlich stammen sie vermutlich alle von Christoph Weber. An der nördlichen Chorwand finden sich die aufeinander bezogenen Epitaphe für Christoffel von Wiehe († 1563) und seine Ehefrau Magdalena von Saldern († 1580); die Personen sind kniend vor dem Kruzifix dargestellt, darüber eine Attika mit Ahnenprobe, auf den Giebelschrägen Putti, signiert und datiert auf das Jahr 1568. Das dritte Epitaph für Christoph von Wiehe († 1608) und seine Frau Marie von Bendeleben († 1603) ist von stärkerer Plastizität und größerem Formenreichtum, datiert auf das Jahr 1598. Die Platte mit dem knienden Ehepaar ruht auf zwei Säulen, darüber sind Maria und Christophorus als Namenspatrone dargestellt; hinter den Knienden drei Reliefs mit der Kreuzigung zwischen Anbetung und Auferstehung, im Aufsatz die Himmelfahrt Christi, über dem Giebelabschluss eine freiplastische Deësisgruppe. Von besonderer Qualität ist die Fülle des Ornaments an den rahmenden Architekturteilen.
Das vierte Epitaph für Ludwig von Wiehe († 1596) an der südlichen Schiffswand zeigt den gerüsteten Verstorbenen kniend auf gebauchtem, mit Beschlagwerk verziertem Ornamentsockel; dahinter eine gemalte Landschaftsszenerie in wappengeschmückter Rahmung mit Rollwerkwangen, im Aufsatz ein Auferstehungsrelief und als Bekrönung das Brustbild Christi.